# Кревогубець Ярослав Іванович
Яросла́в Іва́нович Кревогу́бець (нар.22 березня 1989, Шепетівка — пом.22 лютого 2015, Донецьк) — солдат, Збройні сили України. Один із «кіборгів».

## Життєпис
Навчався у НВК № 1, закінчив Шепетівський технікум ПДАТУ. До війни працював експедитором. Солдат, 81-а окрема аеромобільна бригада — 90-й окремий аеромобільний батальйон.
Брав участь у боях за Донецький аеропорт. 22 лютого 2015-го загинув у бою під Донецьком.
Вдома лишились батьки. Похований в Шепетівці 26 лютого 2015-го.

## Нагороди та вшанування
За особисту мужність і героїзм, виявлені у захисті державного суверенітету та територіальної цілісності України, вірність військовій присязі під час російсько-української війни
- нагороджений орденом «За мужність» III ступеня (4.6.2015, посмертно).
- в жовтні 2016 року на фасаді Вузлової лікарні Шепетівки відкрили меморіальну дошку Ярославу Кревогубцю.